# NGC 682
NGC 682 је елиптична галаксија у сазвежђу Кит која се налази на NGC листи објеката дубоког неба.
Деклинација објекта је - 14° 58' 28" а ректасцензија 1h 49m 4,4s. Привидна величина (магнитуда) објекта NGC 682 износи 13,4 а фотографска магнитуда 14,4. NGC 682 је још познат и под ознакама MCG -3-5-22, PGC 6663.